# The Jackson 5 US Tour
Tournées par Jackson 5
The Jackson 5 Second National Tour
(1971) The Jackson 5 European Tour
(1972)
The Jackson 5 US Tour est une tournée de 51 concerts des Jackson 5 qui s'est déroulée aux États-Unis entre 1971 et 1972.

## Faits divers
- Le 12 janvier 1972, le groupe (et d’autres artistes comme Gladys Knight & The Pips) donne un concert pour célébrer l’anniversaire de Martin Luther King Jr., dans sa ville natale d’Atlanta. À cette occasion, la veuve de ce dernier, Coretta Scott King, remet aux frères Jackson un prix de remerciement pour leur participation à cette manifestation[1].
- Le 30 septembre 1972, les Jackson Five se sont produits à Chicago dans l'International Theater pour la "Black Push Expo", organisée par le révérand Jesse Jackson, un pasteur baptiste américain, militant politique pour les droits civiques, et notamment ceux des Noirs américains[2],[3]. Ils ont participé aussi au "Save The Children Concert".

## Programme
1. Stand!
2. I Want You Back
3. Feelin' Alright?
4. Who's Lovin' You
5. Maybe Tomorrow
6. I Want to Take You Higher
7. ABC
8. I'll Be There
9. I Found That Girl
10. Mama's Pearl
11. Walk On (Reproduction instrumentale de Walk On By)
12. The Love You Save
13. Goin' Back to Indiana

## Liste des concerts
| #  | Date              | Ville               | Pays       | Lieu                                |
| -- | ----------------- | ------------------- | ---------- | ----------------------------------- |
| 1  | 29 août 1971      | Des Moines          | États-Unis | Iowa State Fair                     |
| 2  | 31 août 1971      | Toronto             | Canada     | Exposition nationale canadienne     |
| 3  | 9 septembre 1971  | Détroit             | États-Unis | Michigan State Fair                 |
| 4  | 12 septembre 1971 | Honolulu            | États-Unis | Honolulu International Center Arena |
| 5  | 15 octobre 1971   | Chicago             | États-Unis | International Theater               |
| 6  | 27 décembre 1971  | Houston             | États-Unis | Houston Coliseum                    |
| 7  | 28 décembre 1971  | Dallas              | États-Unis | Memorial Auditorium                 |
| 8  | 29 décembre 1971  | Hampton             | États-Unis | Hampton Coliseum                    |
| 9  | 30 décembre 1971  | Richmond            | États-Unis | Richmond Coliseum                   |
| 10 | 1er janvier 1972  | Nashville           | États-Unis | Municipal Auditorium                |
| 11 | 2 janvier 1972    | Greenville          | États-Unis | Greenville Memorial Auditorium      |
| 12 | 12 janvier 1972   | Atlanta             | États-Unis | City Auditorium                     |
| 13 | 12 février 1972   | Saint-Louis         | États-Unis | Kiel Auditorium                     |
| 14 | 26 mars 1972      | Shreveport          | États-Unis | Hirsch Memorial Coliseum            |
| 15 | 27 mars 1972      | La Nouvelle-Orléans | États-Unis | Municipal Auditorium                |
| 16 | 29 mars 1972      | Tampa               | États-Unis | Curtis Hixon Hall                   |
| 17 | 31 mars 1972      | Jackson             | États-Unis | State Fair Coliseum                 |
| 18 | 1er avril 1972    | Memphis             | États-Unis | Mid-South Coliseum                  |
| 19 | 30 juin 1972      | New York            | États-Unis | Madison Square Garden               |
| 20 | 1er juillet 1972  | Baltimore           | États-Unis | Civic Center                        |
| 21 | 2 juillet 1972    | Norfolk             | États-Unis | Coliseum                            |
| 22 | 7 juillet 1972    | Richmond            | États-Unis | Richmond Coliseum                   |
| 23 | 8 juillet 1972    | Charlotte           | États-Unis | Charlotte Coliseum                  |
| 24 | 9 juillet 1972    | Greensboro          | États-Unis | Greensboro Coliseum                 |
| 25 | 14 juillet 1972   | Cincinnati          | États-Unis | Cincinnati Gardens                  |
| 26 | 15 juillet 1972   | Pittsburgh          | États-Unis | Civic Arena Center                  |
| 27 | 16 juillet 1972   | Cleveland           | États-Unis | Public Auditorium                   |
| 28 | 18 juillet 1972   | Chicago             | États-Unis | International Theater               |
| 29 | 21 juillet 1972   | Tulsa               | États-Unis | Civic Center                        |
| 30 | 22 juillet 1972   | Dallas              | États-Unis | Memorial Auditorium                 |
| 31 | 23 juillet 1972   | Houston             | États-Unis | Houston Coliseum                    |
| 32 | 24 juillet 1972   | La Nouvelle-Orléans | États-Unis | Municipal Auditorium                |
| 33 | 29 juillet 1972   | Chicago             | États-Unis | International Theater               |
| 34 | 30 juillet 1972   | Chicago             | États-Unis | International Theater               |
| 35 | 4 août 1972       | Columbia            | États-Unis | Carolina Coliseum Arena             |
| 36 | 5 août 1972       | Atlanta             | États-Unis | Municipal Auditorium                |
| 37 | 6 août 1972       | Nashville           | États-Unis | Municipal Auditorium                |
| 38 | 11 août 1972      | Savannah            | États-Unis | Civic Center                        |
| 39 | 12 août 1972      | Washington          | États-Unis | Constitution Hall                   |
| 40 | 13 août 1972      | Charleston          | États-Unis | Civic Center                        |
| 41 | 17 août 1972      | Louisville          | États-Unis | Kentucky State Fair                 |
| 42 | 18 août 1972      | Kansas City         | États-Unis | Municipal Auditorium                |
| 43 | 19 août 1972      | Saint-Louis         | États-Unis | Kiel Auditorium                     |
| 44 | 20 août 1972      | Indianapolis        | États-Unis | Indiana State Fair                  |
| 45 | 22 août 1972      | Sedalia             | États-Unis | Missouri State Fair                 |
| 46 | 25 août 1972      | Daly City           | États-Unis | Cow Palace                          |
| 47 | 26 août 1972      | Inglewood           | États-Unis | The Forum                           |
| 48 | 27 août 1972      | San Diego           | États-Unis | Sports Arena                        |
| 49 | 29 août 1972      | Honolulu            | États-Unis | Honolulu International Center Arena |
| 50 | 30 septembre 1972 | Chicago             | États-Unis | International Theater               |
| 51 | 5 octobre 1972    | Chicago             | États-Unis | International Theater               |

## Équipe musicale

### Artistes principaux
- Michael Jackson: chanteur, danseur
- Jackie Jackson: chanteur, danseur, percussionniste
- Tito Jackson: chanteur, danseur, guitariste
- Jermaine Jackson: chanteur, bassiste
- Marlon Jackson: chanteur, danseur, percussionniste